# Ушр
Ушр, Ашур, Ашар (араб. — десята частина) — натуральний (іноді грошовий) податок у мусульманських країнах, який, згідно з положеннями фікху, повинен іти на загальні потреби мусульман.
Початково ушр — пільговий поземельний податок з мусульман. Немусульмани платили харадж. Потім ушр став податком на торговців, який визначався як 1/10 частина вартості їх майна. В повному розмірі його мали платити тільки торговці немусульмани, що приїжджали з інших країн і не були під покровительством мусульман. Купець-мусульманин сплачував 1/4, а зіммії 1/2 частину ставки ушра. З часом ушр перетворився на звичайний державний податок.
Податок стягувався щорічно з продуктів землеробства, тваринництва, рибного лову, промислів. З розповсюдженням принципу прибуткового обкладення майже повсюдно скасований, проте у низці мусульманських країн (наприклад, в Саудівській Аравії) зберігається досі.
Інколи поняття ушр як синонім вживають як терміни закят і садака.